# Ośrodek Zapasowy Artylerii Lekkiej nr 10
Ośrodek Zapasowy Artylerii Lekkiej Nr 10 – oddział artylerii Wojska Polskiego II RP z okresu kampanii wrześniowej.
Ośrodek Zapasowy Artylerii Lekkiej nr 10 nie występował w pokojowej organizacji Wojska Polskiego. Był jednostką formowaną zgodnie z planem mobilizacyjnym „W” w Jarosławiu, w II rzucie mobilizacji powszechnej. Jednostką mobilizującą był 24 pułk artylerii lekkiej.

## Historia i formowanie
W ramach mobilizacji powszechnej w jej II rzucie z kadry i nadwyżek rezerwistów: 24 pułku artylerii lekkiej oraz mobilizowanych na miejscu żołnierzy rezerwy, koni i wozów zmobilizowano Ośrodek Zapasowy Artylerii Lekkiej nr 10. Ośrodek ten miał za zadanie przeszkolenie uzupełnień i formowanie baterii marszowych drugiej serii, dla jednostek zmobilizowanych przez 2, 22 i 24 pal.
Etat OZAL nr 10 w/g planu mobilizacyjnego przewidywał:
- dowództwa ośrodka zapasowego
- bateria gospodarcza
- 1 bateria armat typu A
- 2 bateria armat typu A
- 1 bateria haubic typu A
- 1 bateria armat typu B
- 2 bateria armat typu B
- 1 bateria haubic typu B
- bateria łączności[1].

Dowódcą ośrodka został ppłk Lubosław Krzeszowski. Zgodnie z planem ośrodek miał być formowany w oparciu o nadwyżki kadry i rezerwistów pozostałe po zmobilizowaniu pułków artylerii lekkiej i innych pododdziałów przez nich zmobilizowanych, stacjonujących na terenie Okręgu Korpusu nr X. Sprzęt i uzbrojenie dla formowanego ośrodka miało pochodzić z zasobów 2, 22 i 24 pal, a także zdeponowane w Jarosławiu, dla jego potrzeb. Kadrę i rezerwistów ośrodka miały stanowić Oddziały Zbierania Nadwyżek 2, 22 i 24 pal. Mobilizację ośrodka rozpoczęto od chwili zakończenia I rzutu mobilizacji w okresie X+6, to jest od 5 września na terenie koszar 24 pal w Jarosławiu i okolicznych wsiach. Wszystkie pułki artylerii lekkiej Okręgu Korpusu nr X były mobilizowane w ramach mobilizacji mieszanej tj. alarmowej oraz w I i II rzucie mobilizacji powszechnej. W okresie od 27 sierpnia. W pułkach po mobilizacji alarmowej z sierpnia 1939 i powszechnej z 31 sierpnia 1939, pozostały znaczne ilości nadwyżek personalnych złożone z rezerwistów oraz napływających rezerwistów z mobilizacji powszechnej do ośrodka. W magazynach w Jarosławiu i Przemyślu przechowywano armaty i haubice grupy ćwiczebnej, częściowo o znacznym stopniu zużycia, dla OZAL nr 10. Zadaniem ośrodka było uzupełnienie w trakcie działań wojennych 2 pułku artylerii lekkiej Legionów, 22 pułku artylerii lekkiej, 24 pułku artylerii lekkiej, 40 pułku artylerii lekkiej, 50 dywizjonu artylerii lekkiej i 55 pułku artylerii lekkiej..

## Działania organizacyjne i bojowe OZAL nr 10
Po zakończeniu mobilizacji wszystkich przewidzianych planem oddziałów i pododdziałów, w koszarach 24 pal w Jarosławiu i okolicznych wsiach pozostał Oddział Zbierania Nadwyżek 24 pal. W oparciu o niego w ramach mobilizacji powszechnej w jej II rzucie rozpoczęto mobilizację i formowanie Ośrodka Zapasowego Artylerii Lekkiej nr 10. Oddziały Zbierania Nadwyżek 2 pal Leg. z Kielc i 22 pal z Przemyśla z różnych przyczyn nie dołączyły do Ośrodka. Więc dalsze prace mobilizacyjne Ośrodka oparto na OZN 24 pal i mobilizowanych na miejscu w Jarosławiu rezerwistów oraz koni i środków transportu. W koszarach w Jarosławiu 8 września sformowano improwizowaną bojową baterię artylerii lekkiej OZAL nr 10. Bateria ta została skierowana do dyspozycji dowódcy Ośrodka Zapasowego 2 DP Legionów w Jarosławiu ppłk Jana Wójcika, który na rozkaz dowódcy OK X gen. bryg. Wacława Scaevoli-Wieczorkiewicza, formował Grupę „Jarosław”. Grupa przeznaczona była do obrony wschodniego brzegu Sanu na odcinku od Jarosławia do Radymna. Bateria OZAL nr 10 została przydzielona do dywizjonu II/40 pal pod dowództwem ppłk. Jana Cudka i zajęła wraz z dywizjonem stanowiska ogniowe na odcinku Koniaczów, Suchorów, Makowisko. Zadaniem II/40 pal i baterii OZAL nr 10 było wsparcie batalionu III/155 pułku piechoty broniącego linii rzeki San. 11 września o godz. 11.00 oddziały niemieckiej 2 Dywizji Pancernej sforsowały rzekę San i zmusiły po kilkugodzinnej walce do odwrotu broniące rzeki bataliony piechoty III/155 pp i batalion improwizowany Ośrodka Zapasowego 2 Dywizji Piechoty Leg. formowanego przez 3 pułku piechoty Legionów „M”. W trakcie odwrotu improwizowana bateria artylerii lekkiej OZAL nr 10 została rozbita przez czołgi 2 DPanc.   
8 września ze względu na bombardowania przez niemieckie lotnictwo Jarosławia, organizujący się Ośrodek został dyslokowany na wschodni brzeg Sanu do wsi Surochów. Wobec zbliżania się do linii Sanu oddziałów niemieckich 10 września OZAL nr 10 otrzymał rozkaz z DOK nr X ewakuacji do Tarnopola, gdzie miały dołączyć do niego OZN 22 pal i ewentualnie OZN 2 pal Leg. Podjęto marsz osiągając 11 września Rawę Ruską, 12 września Kamionkę Strumiłową, 13 września Złoczów, w rejonie Oleszyc do OZAL nr 10 dołączyła grupa rozbitków z II/24 pal. 16 września Ośrodek dotarł do miasteczka Borki Wielkie na wschód od Tarnopola. Miał tam podjąć dalsze prace organizacyjne, formować baterie marszowe II serii mobilizacyjnej. 17 września na wieść o wkroczeniu wojsk sowieckich Ośrodek opuścił Borki Wielkie i podjął marsz w kierunku Buczacza, zgodnie z rozkazem miał przekroczyć granicę rumuńską. W rejonie Trembowli 24 września większość żołnierzy OZAL nr 10 dostało się do sowieckiej niewoli. Część z nich z ppłk. Lubosławem Krzeszowskim uniknęła niewoli, włączając się w działalność konspiracyjną lub zbiegła za granicę.